# 岡崎市社会福祉センター
岡崎市社会福祉センター（おかざきししゃかいふくしセンター）は、岡崎市美合町にある公共の社会福祉施設。

## 概要
元々は岡崎市勤労文化センターの建物だったが、同センターは羽根町の岡崎市産業人材支援センターに吸収・統合されて「岡崎市中小企業・勤労者支援センター」となった。2021年（令和3年）4月1日、「岡崎市社会福祉センター」として新規オープンした。

## 沿革

### 旧岡崎市勤労文化センター
1972年（昭和47年）3月25日、上六名3丁目に岡崎市労働文化会館が建設された。その後手狭になってきたことから、岡崎市は施設移転のため、美合町五本松の国有地約4,000平方メートルを買収。1987年（昭和62年）8月1日から建設工事を開始した。事業費は用地費、建設費を含め6億5,312万円。
1988年（昭和63年）4月26日、勤労者福祉の増進と文化、教養の向上を図るため開館した。同年から1997年（平成9年）までは岡崎市勤労文化センター管理協会が管理を委託されていた。1998年（平成10年）からは財団法人（現・公益財団法人）岡崎幸田勤労者共済会が管理者として運営にあたっていた。

### 岡崎市社会福祉センター
2020年（令和2年）3月23日、岡崎市議会定例会において「岡崎市社会福祉センター」設立のための条例案が可決。市では2021年度から各センターの組織改編や移転が行われることとなった。
2021年（令和3年）3月22日、以下の3つの団体やセクションが美合町の旧岡崎市勤労文化センター内に移転した。
- 岡崎市社会福祉協議会の本部 - 岡崎市役所福祉会館→旧岡崎市勤労文化センターの建物3階[9]。
- 岡崎市社会福祉協議会ボランティアセンター - 岡崎市役所福祉会館→旧岡崎市勤労文化センターの建物1階[10]。
- 岡崎市シルバー人材センター - 岡崎市役所西庁舎→旧岡崎市勤労文化センターの建物2階[11]。

岡崎市勤労文化センターは、羽根町字小豆坂にある岡崎市産業人材支援センターに吸収・統合されて「岡崎市中小企業・勤労者支援センター」となり、これに伴い同年4月1日、美合町の建物は「岡崎市社会福祉センター」として新規オープンした。福祉関係団体の活動支援、ボランティアの支援のほか、有料の活動室の貸出を目的とする。

## 施設
開館時間は9:00～21:00。休館日は月曜日、および12月28日から1月3日まで。
| 区分      | 定員  | 面積    | 備考                                    |
| --------- | ----- | ------- | --------------------------------------- |
| 第1集会室 | 54人  | 86.4m2  | 机教室形式（移動可）                    |
| 第2集会室 | 46人  | 86.4m2  | 机教室形式（移動可）                    |
| 第1研修室 | 65人  | 100.7m2 |                                         |
| 第2研修室 | 55人  | 86.4m2  |                                         |
| 和室      | 20人  | 17.5m2  | 移動机6脚、座布団                       |
| ホール    | 300人 | 260.0m2 | オープンスペース、机使用時200席、机70脚 |

## 交通アクセス
鉄道
- 名鉄名古屋本線 男川駅下車、徒歩で約10分。

路線バス
- 名鉄名古屋本線 東岡崎駅下車、9番のりばより「竜美丘 経由 岡崎駅前」行に乗り、「光ヶ丘」バス停下車、徒歩で約5分。
- JR東海道本線 岡崎駅下車、3番のりばより「竜美丘 経由 日名町」行に乗り、「光ヶ丘」バス停下車、徒歩で約5分。